# Decimus Magnus Ausonius

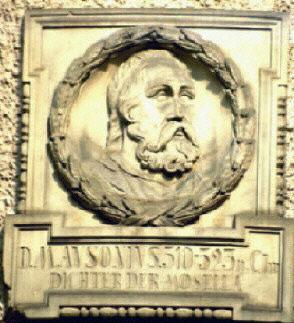
Ausonius: let op de foutieve data!

Deci(m)us Magnus Ausonius (Burdigala (Bordeaux), circa 310 – aldaar. circa 393) was een in zijn tijd gevierd Latijns dichter.

## Leven
In zijn geboortestad, Bordeaux, oefende hij het beroep uit van leraar in de grammatica en de welsprekendheid. Een van zijn leerlingen was Paulinus van Nola, met wie hij ook brieven wisselde. Zijn reputatie was zo groot dat hij rond 365 naar Trier werd geroepen om er privé-leraar te worden van de latere keizer Gratianus. Na diens troonsbestijging in 379 kreeg Ausonius het consulaat toegewezen en werd aangewezen als legatus Augusti pro praetore van de provincia Gallia. Na de moord op Gratianus (383) keerde hij terug naar Bordeaux, waar hij zich voortaan geheel aan de studie en de dichtkunst wijdde.
Ausonius was in feite christen, maar stond in cultureel opzicht nog met beide voeten in het heidendom. Met eminente Romeinse aristocraten onderhield hij een drukke correspondentie, onder meer met Quintus Aurelius Symmachus. Uit zijn talrijke werken blijkt zijn perfecte beheersing van de vorm; daarnaast verstrekken zij belangrijke inlichtingen over zijn omgeving en zijn tijd. De poëtische waarde is echter vrij gering, met uitzondering van zijn bekendste gedicht Mosella, een beschrijving in episch-didactische stijl van het Moezeldal tussen Trier en Koblenz. Zijn gedichten zijn talrijk overgeleverd, maar zijn moeilijk te dateren. Indelingen (en opschriften) zijn vaak van de hand van latere uitgevers.

## Werken (selectie)
- Idyllia ("kleinere" gedichten, onder andere Mosella en het De rosis nascentibus)
- Ordo Urbium Nobilium (een gedicht waarin 20 steden worden beschreven en geprezen, van Rome tot Bordeaux)
- Parentalia (grafschriften op gestorven familieleden)
- Commemoratio professorum Burdigalensium (gelegenheidsgedichten op bekende leraren uit Bordeaux)
- Ephemeris (gedichten gekoppeld aan het tijdstip van de dag)

## Uitgaven
- Louis Jouai: De Magistraat Ausonius. Berkhout, Nijmegen 1938
- Roger Green: The Works of Ausonius. Oxford University Press, Oxford 1991.
- Roger Green: Ausonius Opera. Oxford University Press, Oxford 1999, ISBN 978-0-19-815039-8.
- Joachim Gruber: D. Magnus Ausonius. Mosella. Kritische Ausgabe, Übersetzung, Kommentar. de Gruyter, Berlin/Boston 2013.

## Vertalingen
- Hugh G. Evelyn White: Ausonius. With an English Translation. 2 vol., Loeb Classical Library, tweetalige uitgave (La-Eng), Heinemann, London 1919.
- Bernard Combeaud: Ausone de Bordeaux, Opuscula Omnia, Œuvres complètes, tweetalige uitgave (La-Fr), Mollat, Bordeaux, 2010
- Patrick Lateur: Ausonius. Lied van de Moezel, Athenaeum-Polak & Van Gennep, Amsterdam, 2001.
- Patrick Lateur: Ausonius, Cupido cruciatus. Cupido aan het kruis, Uitgeverij P, Leuven, 1999.